# Sint-Niklaaskerk (Stembert)

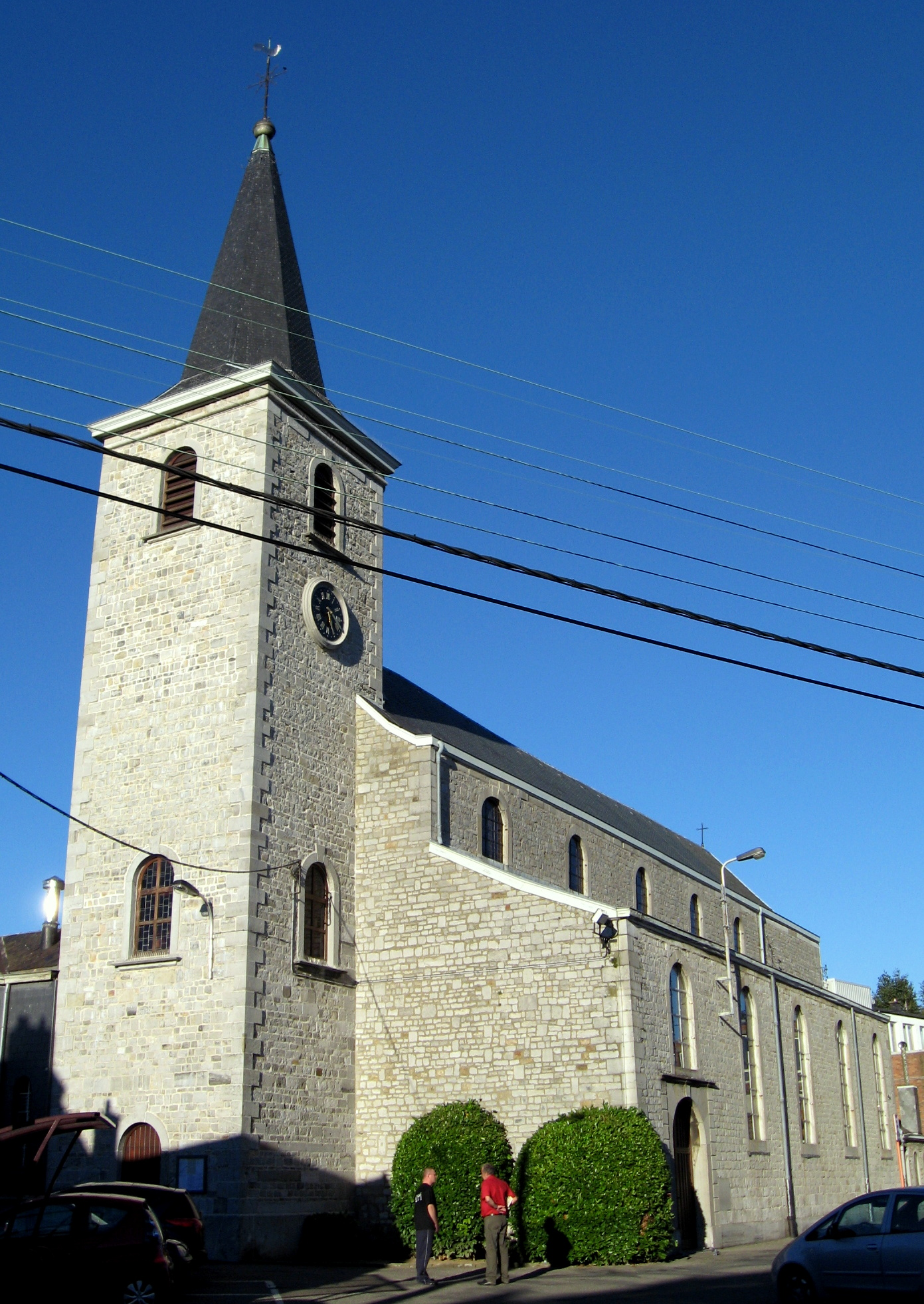
Sint-Niklaaskerk

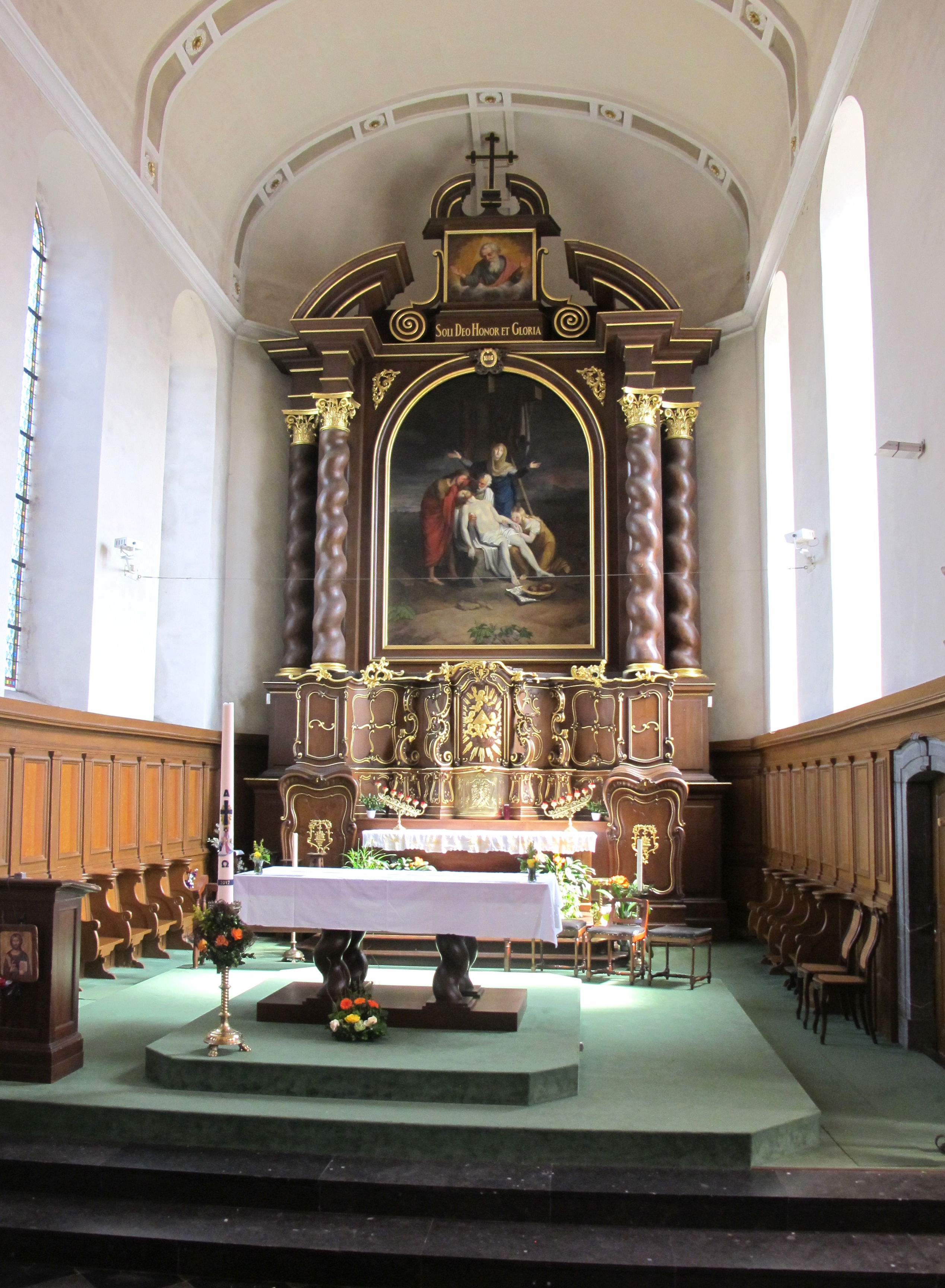
Interieur, met hoofdaltaar

De Sint-Niklaaskerk (Église Saint-Nicolas) is een parochiekerk in het stadsdeel Stembert van de Belgische stad Verviers, gelegen aan de Rue de l'Église.

## Geschiedenis
In Stembert was er in 1521 al een kapel, die in 1591 tot parochiekerk werd verheven. De huidige kerk werd gebouwd van 1773-1780 in classicistische stijl. Het is een driebeukige basilicale kerk, waarvan het koor in 1806 werd verlengd. In 1856 werd de toren gerestaureerd en in 1913 werd naast de toren een doopkapel bijgebouwd. De kerk werd gebouwd in breuksteen, terwijl de hoekbanden in op maat gezaagde steen werden uitgevoerd. De voorgebouwde toren heeft een achtkante spits.

## Interieur
Het interieur wordt overwelfd door een tongewelf. Het hoofdaltaar in barokstijl (van ongeveer 1750) heeft getordeerde kolommen, en het altaarstuk is afkomstig van de oude Sint-Remacluskerk van Verviers. Veel houtwerk in de kerk (balustraden e.d.) is afkomstig van het klooster van de Zusters van de Onbevlekte Ontvangenis (Conceptionnistes) te Verviers, en is van de 2e helft van de 18e eeuw. Er zijn twee biechtstoelen in Lodewijk XV-stijl van omstreeks 1750.
Op het kerkhof bevinden zich enkele 17e-eeuwse zerken, en ook zijn enkele oude grafkruisen in de muur ingemetseld.